# Подкумок
Подкумок — річка в Ставропольському краї, найбільша права притока Куми. Загальна довжина 155 км. Бере початок з гори Гум-Баші (в Карачаєво-Черкесії), впадає в Куму в с. Краснокумському Ставропольського краю. Середня витрата води у міста Георгієвська (5-7 м³/с). Характер течії річки гірський, тому що перетинає гірський район П'ятигір'я. Льодоставу не утворюється. Сток не зарегульований. Повінь — квітень-червень, межень - серпень-листопад. Іноді бувають сильні повені (на кшталт 1977 р., червня 2002 р.).
На Подкумку розташовано декілька великих поселень — м. Кисловодськ, м. Єсентуки, м. П'ятигорськ, м. Георгієвськ, смт. Свободи та смт. Горячеводський, с. Учкекен, с. Краснокумське, ст. Незлобна, ст. Лисогірська, ст. Єсентукська, ст. Костянтинівська. У підсумку понад 70 км Подкумок протікає в межах поселень в регіоні Кавказькі Мінеральні Води, загальною чисельністю населення в 600 тис. чол., що сильно позначається на забрудненні річки. Підруслові води Подкумка використовуються для питних і побутових потреб в частині поселень.
У селища Бєлиє Углі (підпорядкований місту Єсентуки) в 1903 на Подкумку була побудована перша на території Росії гідроелектростанція (ГЕС) «Белый Уголь».
Основні притоки — Карсунка, Ешкакон, Аліконовка, Березова, Великий Єссентучок, Бугунта, Юца.